# Child Friendly Cities and Communities Initiative
Die Child Friendly Cities and Communities Initiative, kurz Child-Friendly Cities Initiative (CFCI), im deutschsprachigen Raum auch Kinderfreundliche Kommunen oder Kinderfreundliche Gemeinden, ist eine 1996 auf der UN-Konferenz zu menschlichen Siedlungen (Habitat II) ins Leben gerufene internationale Initiative für kinderfreundliche Gemeinden. Auf der Konferenz wurde erklärt, dass das Kindeswohl der entscheidende Indikator für eine gesunde Lebenswelt, eine demokratische Gesellschaft und eine gute Regierungsführung sein müsse. Ziel sei die lokale Umsetzung der UN-Kinderrechtskonvention (UN-KRK) und der darin eingeschlossenen Grundsätze, Kindern und Jugendlichen ihre gesellschaftliche Teilhabe, ihren besonderen Schutz sowie ihre besondere Förderung zu sichern und zu ermöglichen.

## Internationale Initiative
Weltweit verfolgen nationale CFCI dasselbe Ziel durch Realisierung der UN-KRK in ihrem jeweiligen Land. Es gibt Initiativen in Deutschland, Großbritannien, Spanien, Finnland, Frankreich, Israel, Marokko, Österreich der Schweiz, Südkorea, der Türkei, China und vielen weiteren Staaten. In den Vereinigten Arabischen Emiraten soll ebenfalls eine Initiative auf den Weg gebracht werden. Die beteiligten Akteure, Programme und Schwerpunkte können regional sehr unterschiedlich sein. International spielt UNICEF, das Kinderhilfswerk der Vereinten Nationen, die zentrale Rolle hinsichtlich der Kommunikation und Umsetzung der CFCI. Im Regelfall übernehmen die nationalen UNICEF-Komitees die Begleitung und gegebenenfalls auch die Auszeichnung der teilnehmenden Städte und Gemeinden.
Die Initiative bietet die Möglichkeit, die Umsetzung der UN-KRK an die regionalen Bedingungen und Voraussetzungen anzupassen. So kann es sein, dass sich die Initiativen auf der Basis von formulierten Zielen der nationalen Komitees (sofern eines vorhanden ist), der jeweiligen Rechtsprechung oder der jeweiligen Verfügung von Ressourcen stark voneinander unterscheiden.
In Deutschland gründeten das Deutsche Komitee für UNICEF und das Deutsche Kinderhilfswerk e. V. im Jahr 2012 den Verein „Kinderfreundliche Kommunen“. Während es sich bei dem Vorhaben „Kinderfreundliche Kommunen“ in Deutschland um ein eigenständiges und eigens entwickeltes Zertifizierungsverfahren handelt, wird die Auszeichnung „Kinderfreundliche Gemeinde“ in Österreich ergänzend als Zusatzzertifikat des Audits „familienfreundlichegemeinde“ der Familie & Beruf Management GmbH vergeben. Schließlich unterscheiden sich die Initiativen im deutschsprachigen Raum auch in ihrer Namensgebung. In der Schweiz und in Österreich heißt das Vorhaben „Kinderfreundliche Gemeinde“, während es in Deutschland „Kinderfreundliche Kommunen“ heißt.
Weitere Beispiele für die Vielseitigkeit der Initiativen sind Marokko und die Türkei. UNICEF Marokko hat für ein Pilotprojekt in Ouisselsate unter anderem mit dem Ministerium für Jugend und Sport sowie dem Innenministerium zusammengearbeitet. In der Türkei wird die CFCI durch den Einrichtungskonzern IKEA unterstützt.
Die Zuständigkeiten können auch innerhalb eines Landes unterschiedlich sein. Zum Beispiel hat in Deutschland die Stadt Potsdam einen Großteil der Aufgaben aus der Jugendhilfe auf einen freien Träger ausgelagert. In anderen Kommunen ist die Jugendhilfe ausschließlich an die Verwaltung angegliedert. Ebenso unterschiedlich können die Formate von Kinder- und Jugendinteressenvertretungen ausfallen. Manche Kommunen können bereits Interessenvertretungen vorweisen, andere Kommunen haben keine Interessenvertretungen im Sinne der Kinderrechte etabliert.
Insgesamt sind die Initiativen vielseitig aufgestellt, und die internationalen Erfahrungen bieten eine Basis zum potentiellen Austausch und voneinander-lernen.

## Vorhaben „Kinderfreundliche Kommunen“ in Deutschland
Das Vorhaben „Kinderfreundliche Kommunen“ ist eine gemeinsame Initiative des Deutschen Komitees für UNICEF e. V. und des Deutschen Kinderhilfswerkes e. V. Der Verein „Kinderfreundliche Kommunen e. V.“ zeichnet Städte und Gemeinden aus, die für die lokale Umsetzung der Kinderrechte – unter Beteiligung der in der Kommune lebenden Kinder und Jugendlichen – verbindliche Ziele und einen Aktionsplan entwickeln. In Deutschland markiert die Siegelverleihung zur „Kinderfreundlichen Kommune“ die Verabschiedung dieses Aktionsplans, der die Lebenssituation von Kindern und Jugendlichen in der Kommune im Sinne der UN-KRK verbessern soll. Vergeben wird das Siegel durch den Verein „Kinderfreundliche Kommunen“. Mit der Auszeichnung beginnt eine dreijährige Umsetzungsphase des Aktionsplans. Nach der Umsetzungsphase wird ein weiterer Aktionsplan beschlossen, der auf der aktuellen Situation der Kommune aufbaut. Die finanziellen Ausgaben für die Umsetzung der Maßnahmen aus dem Aktionsplan bestimmt dabei allein die Kommune.

### Merkmale einer kinderfreundlichen Kommune
Die Erstellung des Aktionsplans orientiert sich an den „Merkmalen einer Kinderfreundlichen Kommune“, die vom Verein Kinderfreundliche Kommunen für Deutschland formuliert worden sind, um die Steigerung der Kinderfreundlichkeit in den Kommunen zu gewährleisten. An erster Stelle steht das Kindeswohl. Der Verein bezieht sich damit auf Art. 3 Abs. 1 der UN-Kinderrechtskonvention, der besagt, dass Erwachsene beim Entscheidungen, die Kinder betreffen, immer das Beste für die Kinder im Blick haben müssen. An zweiter Stelle steht die kinderfreundliche Rahmengebung. Gemeint ist hier, dass die Ressourcen für Kinder- und Jugendinteressenvertretungen gestellt werden. Schließlich folgt die Partizipation von Kindern und Jugendlichen. Die Kommune soll vermitteln, dass die Meinung von Kindern und Jugendlichen gehört und wertgeschätzt wird. Kinder und Jugendliche sind bei allen sie betreffenden Entscheidungen zu beteiligen. Zum Schluss folgt die Gewährleistung von Informationen zu den Kinderrechten. Neben der Bereitstellung von Informationsmaterial beinhaltet dies auch einen regelmäßigen Bericht über die Situation von Kindern und Jugendlichen in der Kommune.

### Ablauf
Der Weg zur „Kinderfreundlichen Kommune“ definiert sich in Deutschland durch die folgenden Schritte: Nach dem Beschluss der Teilnahme durch die Kommune erfolgt die Standortbestimmung mithilfe eines Verwaltungs- und eines Kinderfragebogens. Auf Basis der Ergebnisse sowie den Empfehlungen durch Experten des Vereins „Kinderfreundliche Kommunen“ wird ein Aktionsplan bestimmt und verabschiedet. Mit einer Siegelverleihung beginnt die Umsetzung dieses Aktionsplans. Nach der Hälfte der Umsetzungsphase erfolgt ein Halbzeitgespräch, bei der sich die Sachverständigen sowie Mitglieder des Vereins „Kinderfreundliche Kommunen“ mit Kindern und Jugendlichen und den Verantwortlichen aus der Verwaltung vor Ort austauschen. Auf die Umsetzung des Aktionsplans soll eine Zukunftswerkstatt folgen, in der gegebenenfalls ein neuer Aktionsplan bestimmt wird. Entscheidend ist, dass die Beteiligung von Kindern und Jugendlichen bei allen Schritten beachtet wird.